# Jaume Batlle

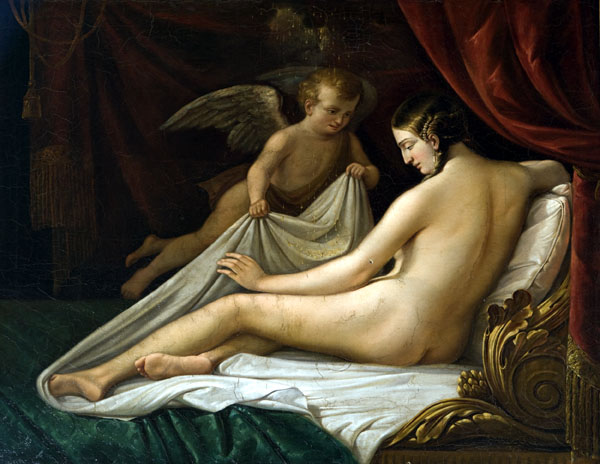
Dánae, óleo sobre lienzo, 108 x 124 cm, Barcelona, Reial Acadèmia Catalana de Belles Arts de Sant Jordi.

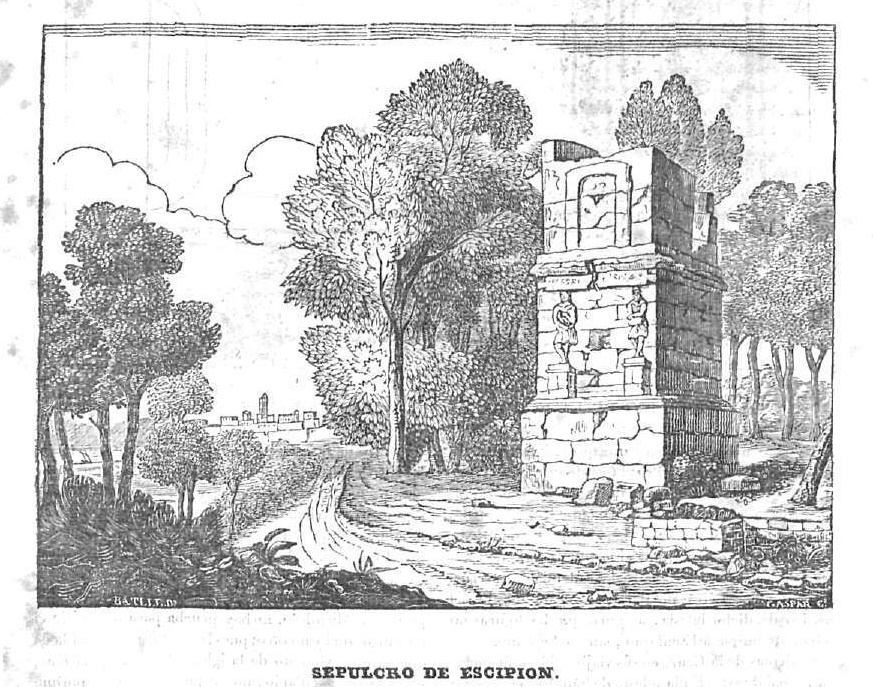
Sepulcro de Escipión (Torre de los Escipiones), xilografía de Josep Gaspar por dibujo de Jaime Batlle. El Museo de Familias (Barcelona), n.º 1, 1838, p. 60.

Jaume Batlle i Mir (Barcelona, 1801-Sarrià, 20 de noviembre de 1865) fue un pintor, dibujante e ilustrador español, figura representativa de la generación romántica catalana.

## Biografía y obras
Formado, según Ossorio, en Madrid, París, Roma y Florencia, entró como profesor de dibujo de figura en la escuela de Bellas Artes de Barcelona en 1829. Académico de mérito de la Academia de San Carlos, en 1836 obtuvo plaza de profesor subalterno en la escuela de la Lonja, profesor ayudante de Principios en 1839 y, años más tarde, teniente director de la escuela, profesor de la clase de Figuras con Ramón Martí Alsina y desde 1858 de Colorido y composición.
Concurrió a las exposiciones públicas de Barcelona desde 1841 con retratos, pintura de historia y mitológica, naturalezas muertas y copias de los grandes maestros renacentistas. De las obras citadas por Ossorio como ingresadas en el Museo provincial de Barcelona, varias de ellas perdidas o en paradero desconocido, la Reial Acadèmia Catalana de Belles Arts de Sant Jordi conserva las tituladas Escena del Diluvio, que pintó en 1846 durante su estancia en Florencia, siendo ya profesor en la Lonja, Dánae, Ricardo Corazón de León y Cabeza de guerrero, procedentes las cuatro del museo de la antigua Junta de Comercio, del que también llegó a la academia un retrato de la reina Isabel II, niña.
Proporcionó, además, algunos dibujos de monumentos y restos arqueológicos grabados por Josep Gaspar i Maristany y Miquel Torner para El Museo de Familias, revista ilustrada aparecida en Barcelona de 1838 a 1841.
Fue padre de Ròmul Batlle i Guardiola, también pintor. Falleció en Sarrià (actualmente un barrio de Barcelona) el 20 de noviembre de 1865.